# Pardachirus poropterus
Pardachirus poropterus és un peix teleosti de la família dels soleids i de l'ordre dels pleuronectiformes que es troba a les costes d'Indonèsia, Nova Guinea, nord d'Austràlia i Filipines.